# Cal Notari Vell
Cal Notari Vell és una obra de la Vall d'en Bas (Garrotxa) protegida com a bé cultural d'interès local.

## Descripció
És una casa entre mitgeres, planta baixa i pis al carrer de Dalt, planta baixa i dos pisos per la banda del carrer del Mig. Va iniciar-se com a Notaria l'any 1350 i va prestar servei a tota la vall fins a finals del segle xix.